# Lourdes (film, 2019)
Pour les articles homonymes, voir Lourdes.
Pour plus de détails, voir Fiche technique et Distribution.
Lourdes est un film documentaire français, réalisé par Thierry Demaizière et Alban Teurlai, sorti sur les écrans français en 2019.

## Synopsis
Le film, tourné en 2017 sur huit mois, avec toutes les autorisations, à Lourdes (Hautes-Pyrénées), évoque les pèlerinages au sanctuaire de Lourdes, presque uniquement à partir du vécu des personnes, sans commentaire, avec montage. 
Sur les 200 heures de tournage, un montage de 91 minutes a été établi, qui accompagne une dizaine de pèlerins, tous en situation difficile (personnelle ou familiale ou sociale), surtout de santé physique (maladies orphelines, handicaps…).
Le film montre préparation, départ, transport, accompagnement, accueil, toilette, repas, animation, toucher de roche, bain, prière, communication, confidence, procession, messe.

## Fiche technique
- Titre : Lourdes
- Producteurs : Thierry Demaizière, Jeanne Aptekman, Sixtine Léon-Dufour et Alban Teurlai
- Société de distribution : Mars Films
- Date de sortie : 8 mai 2019

## Sortie vidéo
Le film sort en DVD et Blu-ray le 17 septembre 2019 chez Blaq Out.

## Réception critique
Globalement, la critique est positive,,, sauf pour Le Monde qui estime que le film « finit par verser dans le pathos ».

## Récompenses et distinctions

### Nominations
- César 2020 : meilleur film documentaire.